# Iron Man (2008.)
Iron Man je američki film iz 2008. redatelja Jona Favreaua, Film je baziran prema istoimenom liku iz stripa Marvel Comics, Iron Man, kojeg glumi Robert Downey Jr.
U produkciji Marvel Studia i u distribuciji Paramount Picturesa, to je prvi film u Marvel Cinematic Universea, takozvane "1. Faze" i "The Infinity Saga".
U filmu znanstvenik i milijarder Tony Stark gradi tehnološki napredni oklop i postaje superheroj Iron Man.
Napisali su ga scenaristi Mark Fergus, Hawk Ostby, Art Marcum i Matt Holloway, a glume Robert Downey Jr., kao i Terrence Howard, Jeff Bridges, Shaun Toub i Gwyneth Paltrow.
Scenarij su napisali i karikaturisti Joe Quesada, Brian Michael Bendis, Mark Millar, Ralph Macchio, Tom Brevoort i Axel Alonzo.
Film je bio javni uspjeh, s odličnim rezultatima na svjetskim blagajnama. Također je dobio dvije nominacije za Oscara 2009. godine za vizualne efekte i montažu zvuka.

## Radnja
Tony Stark je šef "Stark Industries", poznate tvrtke za oružje. U američkoj vojnoj bazi u Afganistanu, Tony predstavlja svoj novi projektil, "Jericho". Nakon izložbe, Stark kreće na aerodrom, ali na putu konvoj koji ga prati napadaju teroristi i Tony biva otet. Brojne krhotine zabijaju se u njegova prsa nakon eksplozije bombe i, kako bi ih spriječili da dođu do srca, Yinsen, Tonyjev fizički kolega, ugrađuje elektromagnet u njegova prsa.
Teroristi prisiljavaju Tonyja da napravi raketu Jericho za njih. Nakon izgradnje malog "Arc Reaktora" za napajanje elektromagneta u prsima, Tony, uz pomoć Yinsena, sastavlja oklop: nakon što završi izumitelj ga koristi za uništavanje terorističkog sela i bijeg, ali Yinsen gubi život. Tony napušta svoj oklop i luta pustinjom dok ga ne pronađe njegov najbolji prijatelj, potpukovnik James "Rhodey" Rhodes. U svojoj domovini, Tony odlučuje zatvoriti proizvodnju oružja "Stark Industries": teroristi su, zapravo, došli u posjed mnogih njegovih oružja unatoč činjenici da ih je njegova tvrtka proizvodila oružja samo za Sjedinjene Države. Nakon što je zamijenio Arc reaktor u prsima naprednijom jedinicom, Tony, uz pomoć J.A.R.V.I.S.-a, umjetne inteligencije koju je stvorio, gradi novi oklop. Nakon što ga isproba i naiđe na neke probleme, Tony gradi treći oklop, koji se sastoji od legure zlata i titana.
Jedne večeri, Tony odlazi na dobrotvornu zabavu, gdje upoznaje novinarku Christine Everhart, koja Tonyju pokazuje neke fotografije terorista koji su ga oteli u posjedu mnogih oružja Stark Industries. Tony pita svog partnera i obiteljskog prijatelja Obadiah Stanea za objašnjenja. U međuvremenu, teroristi, nakon što su pronašli dijelove oklopa koje je izgradio Tony, napadaju stanovništvo Afganistana koristeći oružje Stark Industrije. Nakon što je saznao za takve događaje, Tony stavlja svoj oklop i leti u Afganistan, gdje se bori protiv terorista i diže u zrak neprijateljsko skladište oružja. Vračajući se u Ameriku, Tonyja progone dva američka borbena aviona, koji ga neuspješno pokušavaju srušiti. Tony nesvjesno udara jednog od dvojice boraca, ali uspijeva spasiti pilota, a zatim obavještava Rhodeyja o svojoj tajni.
Teroriste posjećuje Stane, onaj koji ih je unajmio da ubiju Starka. Stane krade oklop koji je izgradio Tony i ubija teroriste. Stane želi izgraditi oklop sličan onome koji je izgradio Tony, ali njegovi inženjeri ne mogu reproducirati Arc reaktor potreban za napajanje. Stane tada odlučuje ukrasti reaktor iz Tonyjeva prsa, ostavljajući ga da umre; Tony, međutim, preživljava pronalaskom uređaja izgrađenog u Afganistanu. Tonyjeva tajnica, Pepper Potts, stiže do tvornice Stark Industries s Philom Coulsonom i nekim agentima S.H.I.E.L.D.-a, ali ulaskom u laboratorij nailaze na neprijatelja, koji je završio i obukao svoj moćni oklop. Tony, s oslabljenim oklopom, jer ga pokreće slabiji Arc Reaktor, dolazi do Stanea i bori se protiv njega. Sukob kulminira na krovu tvornice Stark Industries, Tony je u nevolji i traži od Peppera da preoptereti Arc Reaktor koji pokreće tvornicu da raznese krov. Velika količina energije koja se oslobađa ozljeđuje Tonyja i ubija Stanea.
Nakon sukoba Tony je pozvan na konferenciju za novinare da objasni što se dogodilo. S.H.I.E.L.D. priprema naslovnicu za izumitelja, koji, međutim, tijekom konferencije otkriva da je Iron Man, kako su ga prozvali mediji. U svojoj vili Tony upoznaje Nicka Furyja, direktora S.H.I.E.L.D.-a, koji navodi da Iron Man nije jedini superheroj na svijetu. Kasnije upoznaje Tonyja s projektom "Osvetnici".

## Glumci
- Robert Downey Jr. kao Anthony Edward "Tony" Stark / Iron Man: inženjer ratne industrije koji je žrtva napada i, nakon toga, otet u Afganistanu. Za bijeg gradi visokotehnološki oklop kojeg će kasnije postepeno usavršiti.
- Terrence Howard kao James "Rhodey" Rhodes: Tonyjev najbolji prijatelj, pukovnik u vojnom zrakoplovstvu.
- Jeff Bridges kao Obadiah Stane / Iron Monger: Tonyjev poslovni partner, antagonista filma koji će, na kraju, nositi oklop kako bi se suprotstavio protagonistu.
- Shaun Toub kao Ho Yinsen: zatvorenik koji pomaže Tonyju da napravi prvi sirovi oklop za bijeg.
- Gwyneth Paltrow kao Virginia "Pepper" Potts: osobna tajnica Tony Starka.
- Faran Tahir kao Raza: vođa terorističke skupine Deset Prstenova.
- Clark Gregg kao Phil Coulson: S.H.I.E.L.D. agent zadužen za izradu izvještaja o Tonyju Starku.
- Leslie Bibb kao Christine Everhart: novinar Vanity Faira.
- Jon Favreau kao Harold "Happy" Hogan: Tonyjev tjelohranitelj i šofer.

### Cameo
- Samuel L. Jackson kao Nick Fury: direktor S.H.I.E.L.D.-a koji upoznaje Tonyja s projektom "Osvetnici". Pojavljuje se nakon odjavne špice.
- Stan Lee koautor Iron Mana, on glumi čovjeka kojeg na zabavi Tony Stark zamjenjuje za Hugha Hefnera.
- Sayed Badreya kao Abu Bakaar: Razina desna ruka.
- Tim Guinee kao Bojnik Allen: bojnik ratnog zrakoplovstva.
- Bill Smitrovich kao General Gabrie: general ratnog zrakoplovstva.
- Gerard Sanders nakratko igra ulogu Howarda Starka.
- Peter Billingsley producent filma, glumi inženjera po nalogu Obadiaha Stanea.
- Tom Morello osim što je pridonio soundtracku filma, igra kratko u ulozi čuvara.
- Jim Cramer tumači samog sebe.

### Glasovi
- U originalnoj verziji, glas J.A.R.V.I.S.-a je glumac Paul Bettany.

## Produkcija
Pretprodukcija filma započela je u travnju 2006., snimanje je službeno započelo 15. siječnja 2007., održano u Los Angelesu, a završilo 22. lipnja 2007. Budžet za snimanje filma bio je oko 140 milijuna dolara.
U početku je zlikovac trebao biti Mandarin, ali kasnije se odlučilo za Iron Mongera.
Službeni oklop Iron Mana korišten za snimanje filma prikazan je javnosti u San Diegu 2. kolovoza 2007. na Comic-Conu.
Redatelj je rekao da su neki od dijaloga filma u potpunosti improvizirani dok su se scene snimale kako bi se filmu dao dašak "originalnosti".

### Glazba
Soundtrack filma, pod nazivom "Iron Man Original Motion Picture Soundtrack", skladao je Ramin Djawadi.
Pjesme koje nisu uključene u soundtrack su, AC/DC "Back in Black", koja svira na uvodnoj špici, i "Iron Man" Black Sabbatha, koji svira na odjavnoj špici.

## Distribucija
Film je objavljen u američkim kinima 2. svibnja 2008. godine, dok je u Hrvatskoj objavljen dan ranije.

## Nastavci

### Iron Man 2
U prvom nastavku koji je napisao Justin Theroux i koji je objavljen u Sjedinjenim Američkim Državama 7. svibnja 2010. vratili su se Favreau kao producent, i glumci Downey, Paltrow i Jackson. Don Cheadle zamijenio je Terrencea Howarda u ulozi pukovnika Rhodesa, koji se također smatra War Machine-om. U glavnim ulogama su i Mickey Rourke kao negativac Ivan Vanko, Sam Rockwell kao Justin Hammer i Scarlett Johansson kao agentica S.H.I.E.L.D.-a Natasha Romanoff.

### Iron Man 3
Walt Disney Studios i Marvel Studios objavili su drugi nastavak 3. svibnja 2013., a Favreau je umjesto toga odlučio režirati film Magic Kingdom, ali je ipak ponovio svoju ulogu Happy Hogana. Downey, Paltrow i Cheadle također se vraćaju, dok je Shane Black preuzeo režiju, a scenarij Drew Pearce. Guy Pearce je glumio Aldricha Killiana, a Ben Kingsley je glumio Trevor Slattery.

## Vanjske poveznice
- Službena stranica
- Iron Man u internetskoj bazi filmova IMDb-a
- Iron Man (2008.) na Box Office Mojo